# Susan Haack

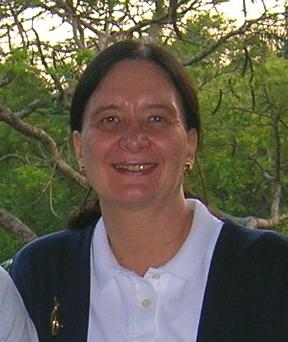
Susan Haack (2005)

Susan Haack (* 1945 in England) ist Professorin für Philosophie und Recht an der University of Miami. Sie befasst sich mit Logik, Sprachphilosophie, Wissenschaftstheorie und Erkenntnistheorie. Sie ist eine Vertreterin des Pragmatismus in der Nachfolge von Charles Sanders Peirce.

## Leben und Wirken
Haack studierte am St Hilda’s College der Universität Oxford (1963–68), wo Jean Austin, die Witwe von J. L. Austin, ihre erste Lehrerin war. Ihren B.A. erwarb sie 1966 in Philosophie, Politik und Ökonomie. Von 1968 bis 1971 unterrichtete sie als Fellow in New Hall an der Universität Cambridge. Währenddessen wandte sie sich im Schwerpunkt dem Studium der Philosophie zu. Sie hörte Platon bei Gilbert Ryle und Logik bei Michael Dummett. Der Abschluss als M.A. erfolgte 1969 in Oxford und Cambridge. Die Dissertation (B.Phil.) schrieb sie bei David Pears über Ambiguität. Ihre Dissertation, die sie 1972 abschloss, wurde von Timothy Smiley betreut.
Im Jahr 1971 wechselte Haack an die University of Warwick, zunächst als Lecturer (1971–1976), dann als Reader (1976–1982), bevor sie 1982 zur Professorin für Philosophie ernannt wurde. Sie blieb bis 1990 in Warwick und ging im Jahr 1990 an die University of Miami als Professorin für Philosophie. 1997 und 1998 war sie zusätzlich als Gastprofessorin der School of Law in Miami tätig. Im Jahr 1998 wurde sie zusätzlich Cooper Senior Scholar in Arts and Sciences, im Jahr 2000 Professorin für Recht und 2006 erhielt sie den Titel „University Distinguished Professor in the Humanities“.
Haack hat während ihrer Laufbahn eine Vielzahl von Gastprofessuren wahrgenommen, darunter mehrfach in Europa, insbesondere an der Universität Gerona in Spanien und 2013 auch an der Universität in Münster.
Haack ist Mitglied der Verbindung Phi Kappa Phi und Ehrenmitglied der Phi Beta Kappa Society. Sie ist ehemalige Präsidentin der Charles S. Peirce Society sowie ehemaliges Mitglied der U.S./UK Educational Commission.

## Lehre
In ihren ersten Arbeiten befasst sich Haack vor allem mit Fragen der philosophischen Bedeutung von „alternativen“ (insbesondere mehrwertigen) Logiken. Hierbei stehen Fragen nach der Bedeutung von Konnektoren, nach der Rolle von Wahrmachern und der Definition der Wahrheit im Vordergrund.
In der Schrift Evidence and Inquiry setzte sich mit dem erkenntnistheoretischen Fundamentalismus und der Kohärenztheorie auseinander und versuchte die Schwächen beider Ansätze mit einem neuen Ansatz zu überwinden, den sie mit dem Kunstwort „Foundherentism“  bezeichnet.
In Manifesto of a Passionate Moderate, einem Sammelband von elf Aufsätzen, zeigt Haack die Bandbreite ihrer Interessen, die von der Wissenschaftstheorie über den Pragmatismus bis hin zu einem konservativen Feminismus und Multikulturalismus reichen. Dabei wendet sie sich gegen verschiedene Formen des Relativismus oder modernen Zynismus ebenso wie gegen das Konzept einer feministischen Erkenntnistheorie, aber auch gegen einen zu strikten Objektivismus.
In den 17. Münster Vorträgen der Philosophie werden ihre Vorträge dokumentiert. Es beinhaltet auch einen programmatischen Artikel von ihrem Zugang zur Philosophie.

## Schriften
- Deviant Logic. Cambridge University Press 1974
- mit Konstantin Kolenda: Two Fallibilists in Search of the Truth. Proceedings of the Aristotelian Society 51 (1977) (Supplementary Volumes), 63–104 (online, über Gemeinsamkeiten und Unterschiede bei Peirce und Popper)
- Philosophy of Logics. Cambridge University Press 1978 (übersetzt in sechs Sprachen)
- Evidence and Inquiry. 1993, 2., erw. Aufl. Prometheus Books 2009
- Deviant Logic, Fuzzy Logic: Beyond the Formalism. The University of Chicago Press 1996. (Erweiterte Fassung von Deviant Logic) (Review; PDF; 12 kB)
- Manifesto of a Passionate Moderate: Unfashionable Essays. University Of Chicago Press 1998
- Defending Science – Within Reason: Between Scientism and Cynicism. Prometheus Books 2003.
- Hrsg. mit Robert Lane: Pragmatism, Old and New. 2006[1]
- Putting Philosophy to Work: Inquiry and Its Place in Culture. Prometheus Books 2008